# Murchin
Murchin este o comună în Germania, situată în districtul Vorpommern-Greifswald, în landul Mecklenburg-Pomerania Inferioară. Este parte a Amt Züssow.

## Geografie
Comuna Murchin este situată la aproximativ 5 kilometri nord-nord-est de Anklam și la 15 kilometri sud de Wolgast. Partea sudică și vestică a comunei este acoperită de păduri, în timp ce nordul și estul sunt dominate de terenuri agricole. În partea sudică a comunei curge râul Peene. Partea de sud a comunei este mlăștinoasă și face parte din rezervația naturală „Peenemoor und Schadefähre”.

## Subdiviziuni administrative
Comuna Murchin este formată din 5 districte:
- Lentschow
- Libnow
- Murchin
- Pinnow
- Relzow

## Populație
La 31 decembrie 2022, populația comunei Murchin era de 785 de locuitori. Distribuția populației în cadrul districteleor este următoarea:
- Murchin: 320 locuitori
- Relzow: 222 locuitori
- Pinnow: 175 locuitori
- Lentschow: 83 locuitori
- Libnow: 83 locuitori

## Transport
Comuna Murchin este traversată de drumul federal 110 ( ger. Bundesstraße 110), care la aproximativ patru kilometri sud-vest se intersectează cu drumul federal 109 ( ger. Bundesstraße 109).

## Obiective turistice
- Rezervația naturală Peenemoor
- Biserica din cărămidă arsă, datând din 1604
- Podul feroviar mobil „Karnin”
- Conacul din secolul al XV-lea din Relzow